# الموود (ویرجینیای غربی)
الموود (به انگلیسی: Elmwood) یک منطقهٔ مسکونی در ایالات متحده آمریکا است که در شهرستان وین، ویرجینیای غربی واقع شده‌است. الموود ۱۸۹٫۸۹ متر بالاتر از سطح دریا واقع شده‌است.